# 朝風 (2代神風型駆逐艦)
| 朝風     |                                                     |
| 艦歴     |                                                     |
| 発注     | 八六艦隊案                                          |
| 起工     | 1922年2月16日                                       |
| 進水     | 1922年12月8日                                       |
| 就役     | 1923年6月16日                                       |
| その後   | 1944年8月23日 または8月24日戦没                     |
| 除籍     | 1944年10月10日                                      |
| 性能諸元 |                                                     |
| 排水量   | 基準：1,270t                                        |
| 全長     | 102.6メートル                                       |
| 全幅     | 9.2メートル                                         |
| 吃水     | 2.9メートル                                         |
| 主缶     | ロ号艦本式缶4基                                     |
| 主機     | パーソンズ式オールギアードタービン2基2軸 38,500 SHP |
| 最大速力 | 37.3ノット                                          |
| 航続距離 | 14ノット/3,600カイリ                                |
| 乗員     | 154名                                               |
| 兵装     | 45口径12cm単装砲4基4門 53センチ連装魚雷発射管3基6門 |

朝風（あさかぜ）は、大日本帝国海軍の駆逐艦。
神風型（2代目）の2番艦である。
この名を持つ日本海軍の艦船としては神風型駆逐艦 (初代)「朝風」に続いて2隻目。
本艦竣工時の艦名は第三駆逐艦、つづいて第三号駆逐艦に改名され、最終的に「朝風」となった。
艦名は海上自衛隊のあさかぜ型護衛艦1番艦「あさかぜ」（グリーブス級駆逐艦のエリソンUSS Ellyson, DD-454/DMS-19）、たちかぜ型護衛艦2番艦「あさかぜ」に引き継がれた。

## 艦歴

### 太平洋戦争以前
本艦は三菱長崎造船所で建造。同造船所で建造された神風型は2隻（神風、朝風）。
第三駆逐艦（朝風）は、1921年（大正11年）2月16日に起工。同年12月8日に進水。同造船所では第一駆逐艦（神風）を建造中である。
1923年（大正12年）6月16日、第三駆逐艦は竣工した。竣工翌年4月24日、第三駆逐艦は第三号駆逐艦へ改名。1928年（昭和3年）4月1日、初代「朝風」（掃海艇）は除籍。同年8月1日附で、第三号駆逐艦は朝風と改名された。
1937年（昭和12年）12月1日、当時の朝風駆逐艦長一門善記少佐は初春型駆逐艦6番艦「夕暮」艦長へ転任。本艦の姉妹艦「春風」艦長林利作少佐は春風艦長と朝風艦長を兼務することになった。
1938年（昭和13年）2月10日、神風型2隻（春風、朝風）艦長を兼務していた林利作少佐は兼務を解かれて朝風艦長のみとなり、姉妹艦「旗風」艦長菅原六郎少佐が旗風艦長と春風駆逐艦長を兼務する。
11月15日、第5駆逐隊（朝風、春風、松風、旗風）から神風型2隻（朝風、松風）が除籍され、同2隻（朝風、松風）で第45駆逐隊を新編し、江戸兵太郎大佐（第5駆逐隊司令兼第6駆逐隊司令）は第45駆逐隊司令も兼務することになった。
1940年（昭和15年）10月15日、林利作少佐（朝風艦長）は吹雪型駆逐艦「響」艦長へ転任。上井宏少佐（当時、海軍兵学校教官）が朝風駆逐艦長に任命される。
11月15日附で第45駆逐隊（朝風、松風）は解隊（駆逐隊司令金桝義夫大佐は軽巡「大井」艦長補職）。2隻（朝風、松風）は元の第5駆逐隊に編入された。
また同日附で日本海軍は第五水雷戦隊を編制（司令官原顕三郎少将）。長良型軽巡洋艦3番艦「名取」、第5駆逐隊（朝風、旗風、春風、松風）、第22駆逐隊（皐月、水無月、文月、長月）は順次、第五水雷戦隊に配属。訓練に従事した。
1941年（昭和16年）9月10日、上井宏少佐（朝風艦長）は吹雪型駆逐艦19番艦「漣」艦長（上井は漣艦長を経て、陽炎型「浜風」艦長。島風型「島風」2代目艦長）。道木正三少佐（当時、鴻型水雷艇「鳩」水雷艇長）が朝風駆逐艦長に補職される。
11月26日佐世保を出港、台湾･馬公を経由し(12月7日19時に馬公出港)フィリピン方面へ向かう。この航行中に太平洋戦争が勃発した。

### 太平洋戦争
太平洋戦争緒戦では引続き第五水雷戦隊（司令官原顕三郎少将）に所属、フィリピン攻略戦等に参加する。
1942年（昭和17年）3月1日、ジャワ島バンタム湾上陸作戦の最中にバタビア沖海戦が発生。
当時、第5駆逐隊（朝風、春風、旗風、松風）のうち「松風」は第四航空戦隊（司令官角田覚治少将。空母「龍驤」）護衛のため不在。3隻（朝風、春風、旗風）のみ第七戦隊第2小隊（重巡《三隈、最上》、駆逐艦《敷波》）、第五水雷戦隊・第三水雷戦隊各艦（名取、第11駆逐隊《 初雪、白雪、吹雪》、第12駆逐隊《叢雲、白雲》）などと共に、連合軍の巡洋艦2隻（パース、ヒューストン）を協同撃沈した。だが魚雷の同士討ちにより陸軍輸送船団旗艦「神洲丸《龍驤丸》」（第16軍司令官今村均陸軍中将座乗）以下輸送船4隻と掃海艇1隻が大破もしくは沈没した。
後日、山本五十六連合艦隊司令長官は、増援として戦場に到着した3隻（三隈、最上、敷波）に感状を与えた。
1942年（昭和17年）3月10日、第五水雷戦隊は解隊（五水戦司令官原顕三郎少将は第十六戦隊《名取、長良、鬼怒》司令官に補職）。これに伴い第5駆逐隊は第一南遣艦隊に転属。
5月5日、「旗風」は第5駆逐隊から除籍。横須賀鎮守府警備駆逐艦となる。この編制替により第5駆逐隊は神風型3隻（朝風、春風、松風）となった。
本艦は6月のニコバル諸島攻略作戦、7月の西部ニューギニア攻略作戦、8月のチモール島攻略作戦、東南アジアでの船団護衛任務に従事。
10月20日、朝風駆逐艦長は道木正三少佐から池田徳太（旧姓西村）大尉に交代。
新艦長を迎えた「朝風」は、高雄市（台湾）を拠点にシンガポール方面への輸送船団護衛任務に従事。
9月23日、駆逐艦「松風」とともに、第二師団歩兵第十六連隊の大部を乗せた輸送船7隻を護衛してバタビヤより出航。船団はラバウルへ向かい、「朝風」と「松風」は9月29日まで護衛した
1943年（昭和18年）2月25日、第5駆逐隊は解隊される。これに伴い、本艦は第一海上護衛隊に編入された。護衛任務に従事したあと、5月23日に佐世保へ帰投。修理を実施した。7月19日、門司を出撃して南西方面への船団護衛任務に従事する。
11月13日、トラックへ向かう第3101船団を護衛中、「武庫丸」を沈めたアメリカ潜水艦「スレッシャー」に対して爆雷攻撃を行い損害を与えた。
1944年（昭和19年）3月1日附で西村（池田）徳太少佐（朝風駆逐艦長）は白露型駆逐艦2番艦「五月雨」艦長へ転任（7月2日まで）。後任の朝風駆逐艦長は、陽炎型1番艦「陽炎」航海長および水雷長、軽巡「由良」水雷長等を歴任した山口浩大尉。
3月12日、神風型2隻（朝風、夕凪）は横須賀を出発。第十一水雷戦隊司令官高間完少将の指揮下で東松2号船団を編制し、天龍型軽巡洋艦2番艦「龍田」（旗艦）、駆逐艦4隻（陽炎型駆逐艦《野分》、神風型駆逐艦《朝風、夕凪》、睦月型駆逐艦《卯月》）、海防艦・掃海艇・敷設艇等でサイパン島行きの輸送船団を護衛する。3月13日、米潜水艦サンドランスの雷撃で2隻（軽巡《龍田》、輸送船《国陽丸》）が沈没、高間司令官は旗艦を「野分」に変更した。他に大きな被害はなく、東松2号船団は概ね任務を達成した。
8月21日0900、神風型2隻（夕凪、朝風）は1TL型戦時標準タンカー第二八紘丸（日本油槽船、10,022トン）、同二洋丸（浅野物産、10,022トン）の2隻で編成されたタマ24A船団を護衛して高雄を出港、翌22日、ルソン島沖を航行中、第二八紘丸がスペードフィッシュ (USS Spadefish, SS-411) の雷撃によりバサレン湾に座礁したため、「夕凪」はその警戒として付き添った。
8月23日午前7時55分、二洋丸を護衛中の「朝風」はルソン島ボリナオ沖北緯16度02分 東経119度43分 / 北緯16.033度 東経119.717度地点で、米潜水艦ハッド(USS Haddo, SS-255)に雷撃される。「朝風」は大破、航行不能となった。付近を通りかかった機帆船6隻の曳航で「朝風」は北緯15度56分 東経119度46分 / 北緯15.933度 東経119.767度のダソル湾に座礁。護衛艦のない二洋丸もこれに付き添った。22時35分、「朝風」は二洋丸が見守る中、転覆して沈没した。砲術長、航海長以下乗員の一部が戦死した。夜半の沈没のため、喪失日を8月24日とする文献・資料もある。
護衛艦がいない二洋丸はダソル湾の奥まった部分に投錨した。同船をマニラまで護衛するため、第三南遣艦隊の命でマニラから第22号海防艦と第102号哨戒艇が回航された。24日朝、第102号哨戒艇が二洋丸を誘導している間、第22号海防艦が湾口で対潜哨戒を行う。この時、湾口ではハッドとウルフパックを組んでいたアメリカ潜水艦ハーダー (USS Harder, SS-257) とヘイク (USS Hake, SS-256) が二洋丸を沈めるべく待ち構えていた。第22号海防艦はハーダーを発見してこれを撃沈し、ヘイクを撃退。後第102号哨戒艇と二洋丸の2隻と合流し、3隻は24日夕方にマニラに到着した。
8月25日、「夕凪」はタマ24船団から分離した第25号海防艦に第二八鉱丸の警戒を任せ、タマ24船団に加入。同日、タマ24船団を護衛中、米潜水艦ピクーダ（USS Picuda, SS-382）の雷撃を受けて沈没した。
9月21日、座礁中の第二八鉱丸は船体が折損したため、積み荷の魚雷艇を他の船に移した後放棄され、二洋丸も同日、マニラ停泊中にマニラ大空襲に遭遇し、被弾の後大破着底した。
10月10日、神風型2隻（朝風、夕凪）は神風型駆逐艦、帝国駆逐艦籍から除籍。
生還した山口浩大尉は9月1日附で朝風駆逐艦長の職務を解かれる。9月15日より松型駆逐艦16番艦「檜」艤装員長。前月下旬に沈没した「五月雨」水雷長吉里三十四大尉も檜艤装員に任命されている。9月30日附で山口は檜艦長となるが、同艦沈没時に戦死した（1945年1月7日）。
ダソル湾からマニラまで二洋丸を護衛した第22号海防艦と第102号哨戒艇は、揃って終戦を迎えた。

## 歴代艦長
※『艦長たちの軍艦史』239-240頁による。

### 艤装員長
1. 北川保橘 中佐：1923年4月1日 - 6月16日[49]

### 艦長
1. 北川保橘 中佐：1923年6月16日[49] - 1923年10月15日[50]
2. （心得）彭城昌国 少佐：1923年10月15日[51] -
3. 彭城昌国 中佐：不詳 - 1925年1月20日[52]
4. 小沢治三郎 少佐：1925年1月20日 - 11月10日
5. 若木元次 少佐：1925年12月1日 - 1927年12月1日
6. （兼）原顕三郎 中佐：1927年12月1日 - 1928年3月1日[53]
7. （兼）杉本嘉多雄 中佐：1928年3月1日[53] - 1928年12月10日[54]
8. 坂野民部 少佐：1928年12月10日 - 1929年1月15日[55]
9. （兼）村瀬頼治 少佐：1929年1月15日[55] - 1929年11月1日[56]
10. 大藤正直 少佐：1929年11月1日 - 1931年12月1日
11. （兼）阪匡身 少佐：1931年12月1日 - 1932年2月21日
12. （兼）園田昇 少佐：1932年2月21日[57] - 1932年9月15日[58]
13. 崎山釈夫 少佐：1932年9月15日 - 1933年9月30日[59]
14. 丸安金兎 少佐：1933年9月30日 - 1934年11月15日[60]
15. 楢原省吾 少佐：1934年11月15日 - 1935年10月31日[61]
16. 横井稔 少佐： 中佐：1935年10月31日[61] - 1936年12月1日
17. 一門善記 少佐：1936年12月1日 - 1937年12月1日[14]
18. （兼）林利作 少佐：1937年12月1日[14] - 1938年2月10日[62]
19. 林利作 少佐：1938年2月10日[62] - 1940年10月15日[17]
20. 上井宏 少佐：1940年10月15日[17] - 1941年9月10日[20]
21. 道木正三 少佐：1941年9月10日[20] - 1942年10月20日[30]
22. 池田徳太 大尉：1942年10月20日[30] - 1944年3月1日[35]
23. 山口治 大尉：1944年3月1日[35] - 1944年9月1日[45]